# Anton Widter
Anton Widter (16. September 1809 in Wien – 1. März 1887 ebenda) war ein österreichischer Kunstsammler.

## Leben
Widter, Sohn eines Mühlenbesitzers, wurde zum Müllermeister ausgebildet. Ab 1836 arbeitete er in der Brauerei seines Verwandten Anton Dreher in Klein-Schwechat, lebte aber später als Privatier.
1846 begann er mit dem Sammeln von römischen Steinskulpturen, Münzen, mittelalterlichen und neuzeitlichen Grabsteinen und Architekturresten, die er ankaufte um sie vor dem Verfall bzw. Verschwinden zu retten. Zudem ließ es sich zum Fotografen ausbilden und unternahm zahlreiche Reisen. Im Wiener  Alterthums-Verein war er ab 1859 Mitglied, ferner im Verein für Landeskunde von Niederösterreich, dort ab 1873 Ausschussmitglied, sowie Mitglied der Numismatischen Gesellschaft.
Er besaß ab 1867 das Haus Landstraßer Hauptstraße 21, in dem er seine Sammlung von Steinskulpturen museal aufstellte. Ein Teil davon wurde nach seinem Tod vom  Niederösterreichischen Landesmuseum erworben. Sein schriftlicher und zeichnerischer Nachlass befindet sich seit 1960 beziehungsweise 1971 im Wiener Stadt- und Landesarchiv.
Sein Sohn Friedrich Widter (1859–1944) war als Lehrer, Volksbildner, Kunsthistoriker und Maler tätig.